# بيت العميسي (العرش)

تعديل مصدري - تعديل

بيت العميسي هي إحدى قرى عزلة العرش بمديرية العرش التابعة لمحافظة البيضاء، بلغ تعداد سكانها 186 نسمة حسب تعداد اليمن لعام 2004.